# Isabel Garrido
Isabel Garrido Fernández (La Coruña, 15 de julio de 1998) es una actriz y modelo española, más conocida por interpretar el papel de Maruxiña Corrales en la telenovela Acacias 38.

## Biografía
Isabel Garrido nació el 14 de julio de 1998 en La Coruña, en la comunidad de Galicia (España), y además de cantar, es bilingüe (castellano y gallego) y también se maneja bien con el inglés y el francés.

## Carrera
Isabel Garrido se formó en la escuela Casa Hamlet, en la Compañía de teatro Noite Bohemia y en la escuela superior de arte dramático de Galicia, entre otras instituciones. Asistió a cursos de cámara. En 2010, comenzó a actuar en el escenario de comedia Viva o Teatro. Ese mismo año fue nominada al Premio Don Bosco a la Mejor actriz infantil. En 2011 participó en la obra O caso da muller asasiñada y en 2012 en Non bebas auga. En 2013 ganó el premio Don Bosco a la mejor actriz cadete por su actuación en la obra A via fantastica. Posteriormente, participó en obras, como en 2015 en Bacantes, en 2016 en Euménides, en 2017 en Don Juan Tenorio, en 2018 Mujeriego y en 2019 en Que Dios reparta fuerte.
En 2014 protagonizó en la serie Como galegos!. En 2020 se unió al elenco de la serie El desorden que dejas, en el papel de Nerea Casado Macías. Al año siguiente, en 2021, fue elegida para interpretar el papel de Maruxiña Corrales en la telenovela emitida en La 1 Acacias 38 y donde actuó junto a actores como María Gracia, Manuel Bandera, Abril Montilla, Marco Cáceres y Marita Zafra. En 2022 ocupó el papel de Jess en la serie Élite. En el mismo año interpretó el papel de Susana en la película La Manzana de Oro dirigida por Jaime Chávarri.

## Filmografía

### Cine
| Año  | Título            | Personaje | Director       |
| ---- | ----------------- | --------- | -------------- |
| 2022 | La Manzana de Oro | Susana    | Jaime Chávarri |

### Televisión
| Año  | Título                | Personaje           | Cadeña  | Notas        |
| ---- | --------------------- | ------------------- | ------- | ------------ |
| 2014 | Como galegos!         |                     |         |              |
| 2020 | El desorden que dejas | Nerea Casado Macías | Netflix | 8 episodios  |
| 2021 | Acacias 38            | Maruxiña Corrales   | La 1    | 80 episodios |
| 2022 | Élite                 | Jess                | Netflix | 3 episodios  |
| 2025 | El Jardinero          | Catuxa              | Netflix | 8 episodios  |

## Teatro
| Año  | Título                     |
| ---- | -------------------------- |
| 2010 | Vive o Teatro              |
| 2011 | O case de muller asasiñada |
| 2012 | No bebas auga              |
| 2013 | Una manera fantástica      |
| 2015 | Bacantes                   |
| 2016 | Euménides                  |
| 2017 | Don Juan Tenorio           |
| 2018 | Womanizer                  |
| 2019 | Que Dios reparta fuerte    |

## Premios y reconocimientos
| Año  | Premio              | Categoría               | Trabajo               | Resultado | Notas  |
| ---- | ------------------- | ----------------------- | --------------------- | --------- | ------ |
| 2010 | Premio Don Bosco    | Mejor actriz infantil   | Viva o Teatro         | Nominada  |        |
| 2013 | Premio Don Bosco    | Mejor actriz            | A via fantastica      | Ganadora  |        |
| 2021 | Premio Mestre Mateo | Mejor actriz de reparto | El desorden que dejas | Nominada  | [ 22 ] |